# Nokere Koerse 2022
La Nokere Koerse 2022 va ser la 76a edició de la Nokere Koerse. Es disputà el 16 de març de 2022 sobre un recorregut de 189,8 km amb sortida a Deinze i arribada a Nokere. La cursa formava part de l'UCI ProSeries amb una categoria 1.Pro.
El vencedor fou el belga Tim Merlier (Alpecin-Fenix), que s'imposà a l'esprint a Max Walscheid (Cofidis) i Arnaud De Lie (Lotto-Soudal) segon i tercer respectivament.

## Equips
L'organització convidà a 20 equips a prendre part en aquesta edició de la Nokere Koerse.
| WorldTeams (10)- Bora-Hansgrohe - Cofidis - Groupama-FDJ - Intermarché-Wanty-Gobert Matériaux - Israel-Premier Tech - Lotto-Soudal - Quick-Step Alpha Vinyl - Team DSM - Trek-Segafredo - UAE Team Emirates ProTeams (8)- Alpecin-Fenix - Arkéa-Samsic - B&B Hotels-KTM - Bardiani-CSF-Faizanè - Bingoal Pauwels Sauces WB - Human Powered Health - Sport Vlaanderen-Baloise - Uno-X Pro Cycling Team Equips continentals (2)- Minerva Cycling Team - Tarteletto-Isorex |
| |

## Classificació final
| \| Classificació general \| Classificació general \| Classificació general \| Classificació general \| Classificació general \| \| Corredor \| Corredor \| Equip \| Temps \| \| \| --------------------- \| --------------------- \| ---------------------- \| --------------------- \| --------------------- \| \| 1r \| Tim Merlier \| Alpecin-Fenix \| 4h 20' 04" \| \| \| 2n \| Max Walscheid \| Cofidis \| + 0" \| \| \| 3r \| Arnaud De Lie \| Lotto-Soudal \| + 0" \| \| \| 4t \| Bert Van Lerberghe \| Quick-Step Alpha Vinyl \| + 0" \| \| \| 5è \| Bram Welten \| Groupama-FDJ \| + 0" \| \| \| 6è \| Rasmus Tiller \| Uno-X Pro Cycling Team \| + 0" \| \| \| 7è \| Hugo Hofstetter \| Arkéa-Samsic \| + 0" \| \| \| 8è \| Pierre Barbier \| B&B Hotels-KTM \| + 0" \| \| \| 9è \| Pascal Ackermann \| UAE Team Emirates \| + 0" \| \| \| 10è \| Jannik Steimle \| Quick-Step Alpha Vinyl \| + 0" \| \| |                    |                        |            |
| |                    |                        |            |
| Font: ProCyclingStats |                    |                        |            |
| Classificació general |                    |                        |            |
| Corredor | Corredor           | Equip                  | Temps      |
| 1r | Tim Merlier        | Alpecin-Fenix          | 4h 20' 04" |
| 2n | Max Walscheid      | Cofidis                | + 0"       |
| 3r | Arnaud De Lie      | Lotto-Soudal           | + 0"       |
| 4t | Bert Van Lerberghe | Quick-Step Alpha Vinyl | + 0"       |
| 5è | Bram Welten        | Groupama-FDJ           | + 0"       |
| 6è | Rasmus Tiller      | Uno-X Pro Cycling Team | + 0"       |
| 7è | Hugo Hofstetter    | Arkéa-Samsic           | + 0"       |
| 8è | Pierre Barbier     | B&B Hotels-KTM         | + 0"       |
| 9è | Pascal Ackermann   | UAE Team Emirates      | + 0"       |
| 10è | Jannik Steimle     | Quick-Step Alpha Vinyl | + 0"       |

## Llista de participants
| Bingoal Pauwels Sauces WB BWB | Bingoal Pauwels Sauces WB BWB | Bingoal Pauwels Sauces WB BWB |
| ----------------------------- | ----------------------------- | ----------------------------- |
| Núm                           | Ciclista                      | Pos                           |
| 1                             | Ludovic Robeet (BEL)          | 41è                           |
| 2                             | Louis Blouwe (BEL)            | DNF                           |
| 3                             | Timothy Dupont (BEL)          | 51è                           |
| 4                             | Milan Menten (BEL)            | 15è                           |
| 5                             | Laurenz Rex (BEL)             | 24è                           |
| 6                             | Mathijs Paasschens (NED)      | 80è                           |
| 7                             | Tom Wirtgen (LUX)             | 93è                           |

| Quick-Step Alpha Vinyl QST | Quick-Step Alpha Vinyl QST | Quick-Step Alpha Vinyl QST |
| -------------------------- | -------------------------- | -------------------------- |
| Núm                        | Ciclista                   | Pos                        |
| 11                         | Iljo Keisse (BEL)          | 105è                       |
| 12                         | Mauro Schmid (SUI)         | 22è                        |
| 13                         | Stijn Steels (BEL)         | 106è                       |
| 14                         | Jannik Steimle (GER)       | 10è                        |
| 15                         | Bert Van Lerberghe (BEL)   | 4t                         |
| 17                         | Ethan Vernon (GBR)         | 11è                        |

| Bora-Hansgrohe BOH | Bora-Hansgrohe BOH      | Bora-Hansgrohe BOH |
| ------------------ | ----------------------- | ------------------ |
| Núm                | Ciclista                | Pos                |
| 21                 | Shane Archbold (NZL)    | 74è                |
| 22                 | Patrick Gamper (AUT)    | 32è                |
| 23                 | Jonas Koch (GER)        | 12è                |
| 24                 | Martin Laas (EST)       | DNF                |
| 25                 | Jordi Meeus (BEL)       | NP                 |
| 26                 | Lukas Pöstlberger (AUT) | DNF                |
| 27                 | Matthew Walls (GBR)     | DNF                |

| UAE Team Emirates UAD | UAE Team Emirates UAD      | UAE Team Emirates UAD |
| --------------------- | -------------------------- | --------------------- |
| Núm                   | Ciclista                   | Pos                   |
| 31                    | Rui Oliveira (POR)         | 37è                   |
| 32                    | Pascal Ackermann (GER)     | 9è                    |
| 33                    | Finn Fisher-Black (NZL)    | 108è                  |
| 34                    | Felix Groß (GER)           | 67è                   |
| 35                    | Vegard Stake Laengen (NOR) | 60è                   |
| 36                    | Joel Suter (SUI)           | 112è                  |
| 37                    | Oliviero Troia (ITA)       | 61è                   |

| Trek-Segafredo TFS | Trek-Segafredo TFS           | Trek-Segafredo TFS |
| ------------------ | ---------------------------- | ------------------ |
| Núm                | Ciclista                     | Pos                |
| 41                 | Jon Aberasturi Izaga (ESP)   | 92è                |
| 42                 | Marc Brustenga Masagué (ESP) | DNF                |
| 43                 | Jakob Egholm (DEN)           | DNF                |
| 44                 | Daan Hoole (NED)             | 82è                |
| 45                 | Emīls Liepiņš (LAT)          | 77è                |
| 46                 | Otto Vergaerde (BEL)         | 30è                |

| Groupama-FDJ GFC | Groupama-FDJ GFC        | Groupama-FDJ GFC |
| ---------------- | ----------------------- | ---------------- |
| Núm              | Ciclista                | Pos              |
| 51               | Lewis Askey (GBR)       | 13è              |
| 52               | Clément Davy (FRA)      | 44è              |
| 53               | Mathieu Ladagnous (FRA) | 35è              |
| 54               | Fabian Lienhard (SUI)   | 29è              |
| 55               | Miles Scotson (AUS)     | 27è              |
| 56               | Samuel Watson (GBR)     | 59è              |
| 57               | Bram Welten (NED)       | 5è               |

| Intermarché-Wanty-Gobert Matériaux IWG | Intermarché-Wanty-Gobert Matériaux IWG | Intermarché-Wanty-Gobert Matériaux IWG |
| -------------------------------------- | -------------------------------------- | -------------------------------------- |
| Núm                                    | Ciclista                               | Pos                                    |
| 61                                     | Boy van Poppel (NED)                   | 14è                                    |
| 62                                     | Julius Johansen (DEN)                  | 78è                                    |
| 63                                     | Barnabás Peák (HUN)                    | 25è                                    |
| 65                                     | Gerben Thijssen (BEL)                  | 21è                                    |
| 66                                     | Kévin Van Melsen (BEL)                 | 47è                                    |
| 67                                     | Tom Devriendt (BEL)                    | 109è                                   |

| Israel-Premier Tech IPT | Israel-Premier Tech IPT | Israel-Premier Tech IPT |
| ----------------------- | ----------------------- | ----------------------- |
| Núm                     | Ciclista                | Pos                     |
| 71                      | Rudy Barbier (FRA)      | 48è                     |
| 72                      | Jenthe Biermans (BEL)   | 16è                     |
| 73                      | Marco Frigo (ITA)       | 56è                     |
| 74                      | Taj Jones (AUS)         | 52è                     |
| 75                      | Antonio Puppio (ITA)    | 57è                     |
| 76                      | Guy Sagiv (ISR)         | 96è                     |
| 77                      | Tom Van Asbroeck (BEL)  | 17è                     |

| Cofidis COF | Cofidis COF             | Cofidis COF |
| ----------- | ----------------------- | ----------- |
| Núm         | Ciclista                | Pos         |
| 81          | Piet Allegaert (BEL)    | 19è         |
| 82          | Wesley Kreder (NED)     | 58è         |
| 83          | André Carvalho (POR)    | 31è         |
| 84          | Kenneth Vanbilsen (BEL) | 85è         |
| 85          | Jelle Wallays (BEL)     | 76è         |
| 86          | Max Walscheid (GER)     | 2n          |

| Lotto-Soudal LTS | Lotto-Soudal LTS          | Lotto-Soudal LTS |
| ---------------- | ------------------------- | ---------------- |
| Núm              | Ciclista                  | Pos              |
| 91               | Victor Campenaerts (BEL)  | 26è              |
| 92               | Arnaud De Lie (BEL)       | 3r               |
| 93               | Cedric Beullens (BEL)     | 42è              |
| 94               | Michael Schwarzmann (GER) | DNF              |
| 95               | Thomas De Gendt (BEL)     | DNF              |
| 96               | Sébastien Grignard (BEL)  | 98è              |
| 97               | Florian Vermeersch (BEL)  | 45è              |

| Team DSM DSM | Team DSM DSM                  | Team DSM DSM |
| ------------ | ----------------------------- | ------------ |
| Núm          | Ciclista                      | Pos          |
| 101          | Cees Bol (NED)                | DNF          |
| 102          | Pavel Bittner (CZE)           | 38è          |
| 103          | Leon Heinschke (GER)          | 110è         |
| 104          | Jonas Iversby Hvideberg (NOR) | 40è          |
| 105          | Niklas Märkl (GER)            | 33è          |
| 106          | Sam Welsford (AUS)            | 50è          |
| 107          | Casper van Uden (NED)         | 62è          |

| Alpecin-Fenix AFC | Alpecin-Fenix AFC           | Alpecin-Fenix AFC |
| ----------------- | --------------------------- | ----------------- |
| Núm               | Ciclista                    | Pos               |
| 111               | Tim Merlier (BEL)           | 1r                |
| 112               | Floris De Tier (BEL)        | 64è               |
| 113               | Maurice Ballerstedt (GER)   | 81è               |
| 114               | Alexander Krieger (GER)     | 113è              |
| 115               | Edward Planckaert (BEL)     | 54è               |
| 116               | Scott Thwaites (GBR)        | 34è               |
| 117               | Fabio Van den Bossche (BEL) | DNF               |

| B&B Hotels-KTM BBK | B&B Hotels-KTM BBK      | B&B Hotels-KTM BBK |
| ------------------ | ----------------------- | ------------------ |
| Núm                | Ciclista                | Pos                |
| 122                | Cyril Gautier (FRA)     | 39è                |
| 123                | Quentin Jauregui (FRA)  | 53è                |
| 124                | Pierre Barbier (FRA)    | 8è                 |
| 125                | Raphaël Parisella (CAN) | 89è                |
| 126                | Adrien Lagrée (FRA)     | 91è                |
| 127                | Miguel Heidemann (GER)  | 72è                |

| Bardiani CSF Faizanè BCF | Bardiani CSF Faizanè BCF     | Bardiani CSF Faizanè BCF |
| ------------------------ | ---------------------------- | ------------------------ |
| Núm                      | Ciclista                     | Pos                      |
| 131                      | Enrico Battaglin (ITA)       | 100è                     |
| 132                      | Jonathan Cañaveral (COL)     | DNF                      |
| 133                      | Luca Colnaghi (ITA)          | 102è                     |
| 135                      | Alessandro Santaromita (ITA) | DNF                      |
| 136                      | Enrico Zanoncello (ITA)      | DNF                      |
| 137                      | Samuele Zoccarato (ITA)      | 111è                     |

| Human Powered Health HPM | Human Powered Health HPM | Human Powered Health HPM |
| ------------------------ | ------------------------ | ------------------------ |
| Núm                      | Ciclista                 | Pos                      |
| 141                      | Robin Carpenter (USA)    | 104è                     |
| 142                      | Pier-André Côté (CAN)    | 90è                      |
| 143                      | August Jensen (NOR)      | 68è                      |
| 144                      | Gage Hecht (USA)         | DNF                      |
| 145                      | Colin Joyce (USA)        | 103è                     |
| 147                      | Nickolas Zukowsky (CAN)  | 28è                      |

| Sport Vlaanderen-Baloise SVB | Sport Vlaanderen-Baloise SVB | Sport Vlaanderen-Baloise SVB |
| ---------------------------- | ---------------------------- | ---------------------------- |
| Núm                          | Ciclista                     | Pos                          |
| 151                          | Ruben Apers (BEL)            | 83è                          |
| 152                          | Vito Braet (BEL)             | 65è                          |
| 153                          | Gilles De Wilde (BEL)        | 49è                          |
| 154                          | Arne Marit (BEL)             | 46è                          |
| 155                          | Aaron Van Poucke (BEL)       | 95è                          |
| 156                          | Kenneth Van Rooy (BEL)       | 20è                          |
| 157                          | Aaron Verwilst (BEL)         | 69è                          |

| Arkéa-Samsic ARK | Arkéa-Samsic ARK           | Arkéa-Samsic ARK |
| ---------------- | -------------------------- | ---------------- |
| Núm              | Ciclista                   | Pos              |
| 161              | Hugo Hofstetter (FRA)      | 7è               |
| 162              | Christophe Noppe (BEL)     | 55è              |
| 163              | Benjamin Declercq (BEL)    | 23è              |
| 164              | Dayer Quintana Rojas (COL) | 84è              |
| 165              | Markus Pajur (EST)         | 75è              |
| 166              | Michel Ries (LUX)          | DNF              |
| 167              | Kévin Vauquelin (FRA)      | 36è              |

| Uno-X Pro Cycling Team UXT | Uno-X Pro Cycling Team UXT | Uno-X Pro Cycling Team UXT |
| -------------------------- | -------------------------- | -------------------------- |
| Núm                        | Ciclista                   | Pos                        |
| 171                        | Kristoffer Halvorsen (NOR) | 97è                        |
| 172                        | Tord Gudmestad (NOR)       | 70è                        |
| 173                        | Lasse Norman Hansen (DEN)  | DNF                        |
| 174                        | Morten Hulgaard (DEN)      | 63è                        |
| 175                        | Anders Skaarseth (NOR)     | 43è                        |
| 176                        | Rasmus Tiller (NOR)        | 6è                         |
| 177                        | Søren Wærenskjold (NOR)    | 18è                        |

| Tarteletto-Isorex TIS | Tarteletto-Isorex TIS       | Tarteletto-Isorex TIS |
| --------------------- | --------------------------- | --------------------- |
| Núm                   | Ciclista                    | Pos                   |
| 181                   | Maxime De Poorter (BEL)     | 99è                   |
| 182                   | Andreas Goeman (BEL)        | 71è                   |
| 183                   | Sander Lemmens (BEL)        | 79è                   |
| 184                   | Elias Van Breussegem (BEL)  | 107è                  |
| 185                   | Brent Van De Kerkhove (BEL) | 88è                   |
| 186                   | Kobe Vanoverschelde (BEL)   | 87è                   |
| 187                   | Thibau Verhofstadt (BEL)    | 101è                  |

| Minerva Cycling Team MCT | Minerva Cycling Team MCT | Minerva Cycling Team MCT |
| ------------------------ | ------------------------ | ------------------------ |
| Núm                      | Ciclista                 | Pos                      |
| 191                      | Enrico Dhaeye (BEL)      | 86è                      |
| 192                      | Gil D'Heygere (BEL)      | DNF                      |
| 193                      | Thomas Joseph (BEL)      | 73è                      |
| 194                      | Stefano Museeuw (BEL)    | DNF                      |
| 195                      | Kasper Saver (BEL)       | 66è                      |
| 196                      | Matthew Van Schoor (BEL) | 94è                      |
| 197                      | Thimo Willems (BEL)      | DNF                      |

| Bingoal Pauwels Sauces WB BWB | Bingoal Pauwels Sauces WB BWB | Bingoal Pauwels Sauces WB BWB |
| ----------------------------- | ----------------------------- | ----------------------------- |
| Núm                           | Ciclista                      | Pos                           |
| 1                             | Ludovic Robeet (BEL)          | 41è                           |
| 2                             | Louis Blouwe (BEL)            | DNF                           |
| 3                             | Timothy Dupont (BEL)          | 51è                           |
| 4                             | Milan Menten (BEL)            | 15è                           |
| 5                             | Laurenz Rex (BEL)             | 24è                           |
| 6                             | Mathijs Paasschens (NED)      | 80è                           |
| 7                             | Tom Wirtgen (LUX)             | 93è                           |

| Quick-Step Alpha Vinyl QST | Quick-Step Alpha Vinyl QST | Quick-Step Alpha Vinyl QST |
| -------------------------- | -------------------------- | -------------------------- |
| Núm                        | Ciclista                   | Pos                        |
| 11                         | Iljo Keisse (BEL)          | 105è                       |
| 12                         | Mauro Schmid (SUI)         | 22è                        |
| 13                         | Stijn Steels (BEL)         | 106è                       |
| 14                         | Jannik Steimle (GER)       | 10è                        |
| 15                         | Bert Van Lerberghe (BEL)   | 4t                         |
| 17                         | Ethan Vernon (GBR)         | 11è                        |

| Bora-Hansgrohe BOH | Bora-Hansgrohe BOH      | Bora-Hansgrohe BOH |
| ------------------ | ----------------------- | ------------------ |
| Núm                | Ciclista                | Pos                |
| 21                 | Shane Archbold (NZL)    | 74è                |
| 22                 | Patrick Gamper (AUT)    | 32è                |
| 23                 | Jonas Koch (GER)        | 12è                |
| 24                 | Martin Laas (EST)       | DNF                |
| 25                 | Jordi Meeus (BEL)       | NP                 |
| 26                 | Lukas Pöstlberger (AUT) | DNF                |
| 27                 | Matthew Walls (GBR)     | DNF                |

| UAE Team Emirates UAD | UAE Team Emirates UAD      | UAE Team Emirates UAD |
| --------------------- | -------------------------- | --------------------- |
| Núm                   | Ciclista                   | Pos                   |
| 31                    | Rui Oliveira (POR)         | 37è                   |
| 32                    | Pascal Ackermann (GER)     | 9è                    |
| 33                    | Finn Fisher-Black (NZL)    | 108è                  |
| 34                    | Felix Groß (GER)           | 67è                   |
| 35                    | Vegard Stake Laengen (NOR) | 60è                   |
| 36                    | Joel Suter (SUI)           | 112è                  |
| 37                    | Oliviero Troia (ITA)       | 61è                   |

| Trek-Segafredo TFS | Trek-Segafredo TFS           | Trek-Segafredo TFS |
| ------------------ | ---------------------------- | ------------------ |
| Núm                | Ciclista                     | Pos                |
| 41                 | Jon Aberasturi Izaga (ESP)   | 92è                |
| 42                 | Marc Brustenga Masagué (ESP) | DNF                |
| 43                 | Jakob Egholm (DEN)           | DNF                |
| 44                 | Daan Hoole (NED)             | 82è                |
| 45                 | Emīls Liepiņš (LAT)          | 77è                |
| 46                 | Otto Vergaerde (BEL)         | 30è                |

| Groupama-FDJ GFC | Groupama-FDJ GFC        | Groupama-FDJ GFC |
| ---------------- | ----------------------- | ---------------- |
| Núm              | Ciclista                | Pos              |
| 51               | Lewis Askey (GBR)       | 13è              |
| 52               | Clément Davy (FRA)      | 44è              |
| 53               | Mathieu Ladagnous (FRA) | 35è              |
| 54               | Fabian Lienhard (SUI)   | 29è              |
| 55               | Miles Scotson (AUS)     | 27è              |
| 56               | Samuel Watson (GBR)     | 59è              |
| 57               | Bram Welten (NED)       | 5è               |

| Intermarché-Wanty-Gobert Matériaux IWG | Intermarché-Wanty-Gobert Matériaux IWG | Intermarché-Wanty-Gobert Matériaux IWG |
| -------------------------------------- | -------------------------------------- | -------------------------------------- |
| Núm                                    | Ciclista                               | Pos                                    |
| 61                                     | Boy van Poppel (NED)                   | 14è                                    |
| 62                                     | Julius Johansen (DEN)                  | 78è                                    |
| 63                                     | Barnabás Peák (HUN)                    | 25è                                    |
| 65                                     | Gerben Thijssen (BEL)                  | 21è                                    |
| 66                                     | Kévin Van Melsen (BEL)                 | 47è                                    |
| 67                                     | Tom Devriendt (BEL)                    | 109è                                   |

| Israel-Premier Tech IPT | Israel-Premier Tech IPT | Israel-Premier Tech IPT |
| ----------------------- | ----------------------- | ----------------------- |
| Núm                     | Ciclista                | Pos                     |
| 71                      | Rudy Barbier (FRA)      | 48è                     |
| 72                      | Jenthe Biermans (BEL)   | 16è                     |
| 73                      | Marco Frigo (ITA)       | 56è                     |
| 74                      | Taj Jones (AUS)         | 52è                     |
| 75                      | Antonio Puppio (ITA)    | 57è                     |
| 76                      | Guy Sagiv (ISR)         | 96è                     |
| 77                      | Tom Van Asbroeck (BEL)  | 17è                     |

| Cofidis COF | Cofidis COF             | Cofidis COF |
| ----------- | ----------------------- | ----------- |
| Núm         | Ciclista                | Pos         |
| 81          | Piet Allegaert (BEL)    | 19è         |
| 82          | Wesley Kreder (NED)     | 58è         |
| 83          | André Carvalho (POR)    | 31è         |
| 84          | Kenneth Vanbilsen (BEL) | 85è         |
| 85          | Jelle Wallays (BEL)     | 76è         |
| 86          | Max Walscheid (GER)     | 2n          |

| Lotto-Soudal LTS | Lotto-Soudal LTS          | Lotto-Soudal LTS |
| ---------------- | ------------------------- | ---------------- |
| Núm              | Ciclista                  | Pos              |
| 91               | Victor Campenaerts (BEL)  | 26è              |
| 92               | Arnaud De Lie (BEL)       | 3r               |
| 93               | Cedric Beullens (BEL)     | 42è              |
| 94               | Michael Schwarzmann (GER) | DNF              |
| 95               | Thomas De Gendt (BEL)     | DNF              |
| 96               | Sébastien Grignard (BEL)  | 98è              |
| 97               | Florian Vermeersch (BEL)  | 45è              |

| Team DSM DSM | Team DSM DSM                  | Team DSM DSM |
| ------------ | ----------------------------- | ------------ |
| Núm          | Ciclista                      | Pos          |
| 101          | Cees Bol (NED)                | DNF          |
| 102          | Pavel Bittner (CZE)           | 38è          |
| 103          | Leon Heinschke (GER)          | 110è         |
| 104          | Jonas Iversby Hvideberg (NOR) | 40è          |
| 105          | Niklas Märkl (GER)            | 33è          |
| 106          | Sam Welsford (AUS)            | 50è          |
| 107          | Casper van Uden (NED)         | 62è          |

| Alpecin-Fenix AFC | Alpecin-Fenix AFC           | Alpecin-Fenix AFC |
| ----------------- | --------------------------- | ----------------- |
| Núm               | Ciclista                    | Pos               |
| 111               | Tim Merlier (BEL)           | 1r                |
| 112               | Floris De Tier (BEL)        | 64è               |
| 113               | Maurice Ballerstedt (GER)   | 81è               |
| 114               | Alexander Krieger (GER)     | 113è              |
| 115               | Edward Planckaert (BEL)     | 54è               |
| 116               | Scott Thwaites (GBR)        | 34è               |
| 117               | Fabio Van den Bossche (BEL) | DNF               |

| B&B Hotels-KTM BBK | B&B Hotels-KTM BBK      | B&B Hotels-KTM BBK |
| ------------------ | ----------------------- | ------------------ |
| Núm                | Ciclista                | Pos                |
| 122                | Cyril Gautier (FRA)     | 39è                |
| 123                | Quentin Jauregui (FRA)  | 53è                |
| 124                | Pierre Barbier (FRA)    | 8è                 |
| 125                | Raphaël Parisella (CAN) | 89è                |
| 126                | Adrien Lagrée (FRA)     | 91è                |
| 127                | Miguel Heidemann (GER)  | 72è                |

| Bardiani CSF Faizanè BCF | Bardiani CSF Faizanè BCF     | Bardiani CSF Faizanè BCF |
| ------------------------ | ---------------------------- | ------------------------ |
| Núm                      | Ciclista                     | Pos                      |
| 131                      | Enrico Battaglin (ITA)       | 100è                     |
| 132                      | Jonathan Cañaveral (COL)     | DNF                      |
| 133                      | Luca Colnaghi (ITA)          | 102è                     |
| 135                      | Alessandro Santaromita (ITA) | DNF                      |
| 136                      | Enrico Zanoncello (ITA)      | DNF                      |
| 137                      | Samuele Zoccarato (ITA)      | 111è                     |

| Human Powered Health HPM | Human Powered Health HPM | Human Powered Health HPM |
| ------------------------ | ------------------------ | ------------------------ |
| Núm                      | Ciclista                 | Pos                      |
| 141                      | Robin Carpenter (USA)    | 104è                     |
| 142                      | Pier-André Côté (CAN)    | 90è                      |
| 143                      | August Jensen (NOR)      | 68è                      |
| 144                      | Gage Hecht (USA)         | DNF                      |
| 145                      | Colin Joyce (USA)        | 103è                     |
| 147                      | Nickolas Zukowsky (CAN)  | 28è                      |

| Sport Vlaanderen-Baloise SVB | Sport Vlaanderen-Baloise SVB | Sport Vlaanderen-Baloise SVB |
| ---------------------------- | ---------------------------- | ---------------------------- |
| Núm                          | Ciclista                     | Pos                          |
| 151                          | Ruben Apers (BEL)            | 83è                          |
| 152                          | Vito Braet (BEL)             | 65è                          |
| 153                          | Gilles De Wilde (BEL)        | 49è                          |
| 154                          | Arne Marit (BEL)             | 46è                          |
| 155                          | Aaron Van Poucke (BEL)       | 95è                          |
| 156                          | Kenneth Van Rooy (BEL)       | 20è                          |
| 157                          | Aaron Verwilst (BEL)         | 69è                          |

| Arkéa-Samsic ARK | Arkéa-Samsic ARK           | Arkéa-Samsic ARK |
| ---------------- | -------------------------- | ---------------- |
| Núm              | Ciclista                   | Pos              |
| 161              | Hugo Hofstetter (FRA)      | 7è               |
| 162              | Christophe Noppe (BEL)     | 55è              |
| 163              | Benjamin Declercq (BEL)    | 23è              |
| 164              | Dayer Quintana Rojas (COL) | 84è              |
| 165              | Markus Pajur (EST)         | 75è              |
| 166              | Michel Ries (LUX)          | DNF              |
| 167              | Kévin Vauquelin (FRA)      | 36è              |

| Uno-X Pro Cycling Team UXT | Uno-X Pro Cycling Team UXT | Uno-X Pro Cycling Team UXT |
| -------------------------- | -------------------------- | -------------------------- |
| Núm                        | Ciclista                   | Pos                        |
| 171                        | Kristoffer Halvorsen (NOR) | 97è                        |
| 172                        | Tord Gudmestad (NOR)       | 70è                        |
| 173                        | Lasse Norman Hansen (DEN)  | DNF                        |
| 174                        | Morten Hulgaard (DEN)      | 63è                        |
| 175                        | Anders Skaarseth (NOR)     | 43è                        |
| 176                        | Rasmus Tiller (NOR)        | 6è                         |
| 177                        | Søren Wærenskjold (NOR)    | 18è                        |

| Tarteletto-Isorex TIS | Tarteletto-Isorex TIS       | Tarteletto-Isorex TIS |
| --------------------- | --------------------------- | --------------------- |
| Núm                   | Ciclista                    | Pos                   |
| 181                   | Maxime De Poorter (BEL)     | 99è                   |
| 182                   | Andreas Goeman (BEL)        | 71è                   |
| 183                   | Sander Lemmens (BEL)        | 79è                   |
| 184                   | Elias Van Breussegem (BEL)  | 107è                  |
| 185                   | Brent Van De Kerkhove (BEL) | 88è                   |
| 186                   | Kobe Vanoverschelde (BEL)   | 87è                   |
| 187                   | Thibau Verhofstadt (BEL)    | 101è                  |

| Minerva Cycling Team MCT | Minerva Cycling Team MCT | Minerva Cycling Team MCT |
| ------------------------ | ------------------------ | ------------------------ |
| Núm                      | Ciclista                 | Pos                      |
| 191                      | Enrico Dhaeye (BEL)      | 86è                      |
| 192                      | Gil D'Heygere (BEL)      | DNF                      |
| 193                      | Thomas Joseph (BEL)      | 73è                      |
| 194                      | Stefano Museeuw (BEL)    | DNF                      |
| 195                      | Kasper Saver (BEL)       | 66è                      |
| 196                      | Matthew Van Schoor (BEL) | 94è                      |
| 197                      | Thimo Willems (BEL)      | DNF                      |